# آزار و اذیت مذهبی در امپراتوری روم

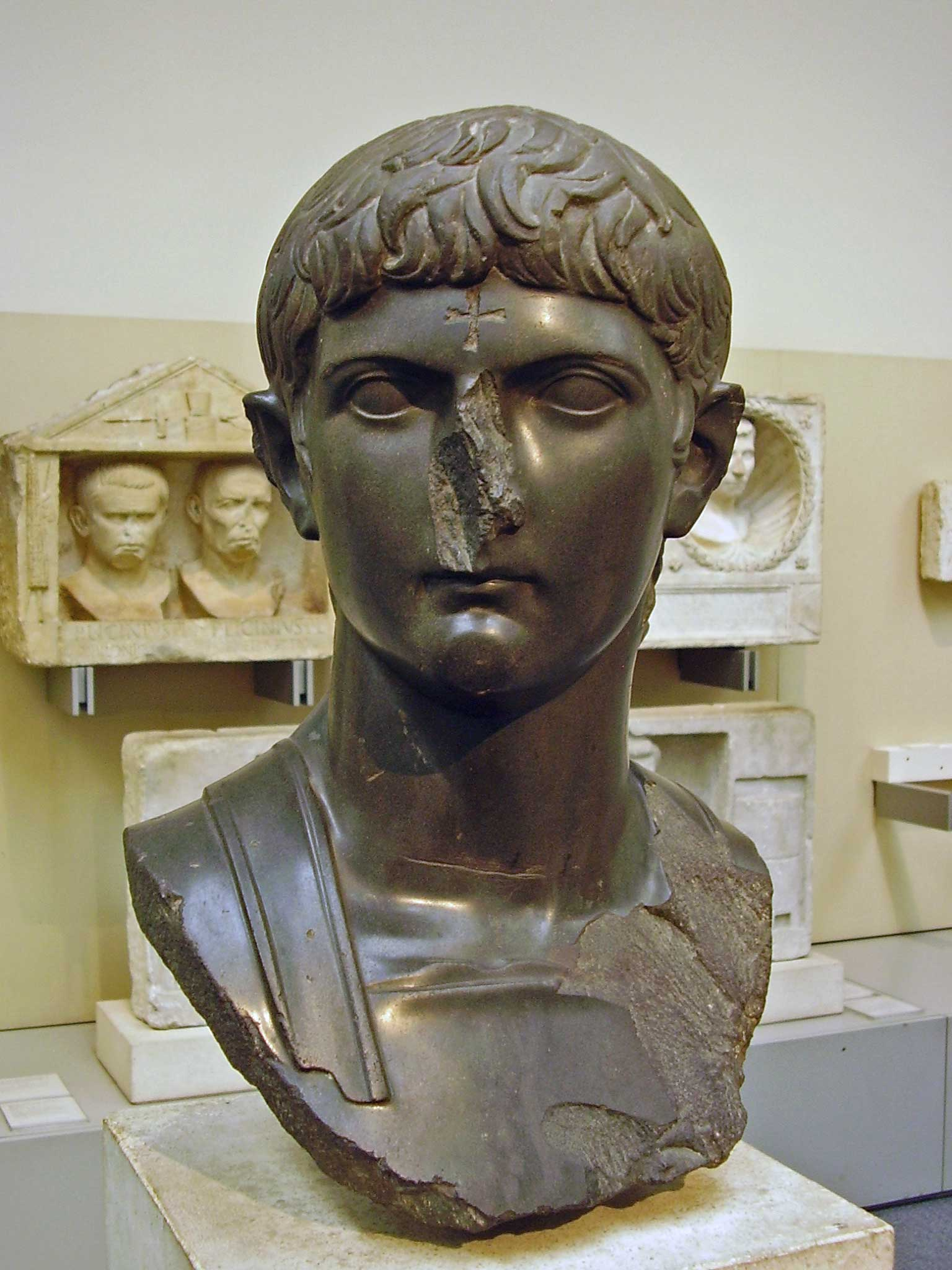
مجسمه ژرمنیکوس ژولیوس سزار که توسط مسیحیان تخریب شده‌است

آزار و اذیت مذهبی در امپراتوری روم (انگلیسی: Religious persecution in the Roman Empire) با گسترش جمهوری روم، و بعداً امپراتوری روم، روم مردمی از فرهنگ‌ها و مذاهب مختلف را دربر گرفت. پرستش تعداد روزافزونی از خدایان (الوهیت) تحمل و پذیرفته شد. دولت، و به‌طور کلی رومیان، تمایل به مدارا با اکثر ادیان و اعمال مذهبی داشتند. برخی از ادیان به دلایل سیاسی و نه غیرت جزمی، ممنوع شدند، و دیگر مراسمی که شامل قربانی‌کردن انسان بود، ممنوع شد.
هنگامی که مسیحیت به عنوان دین دولتی روم درآمد، مورد پذیرش قرار گرفت که وظیفهٔ امپراتور روم است که از قدرت سکولار برای تحکیم وحدت مذهبی استفاده کند. هر کس در کلیسا که از مسیحیت کاتولیک پیروی نمی‌کرد به عنوان تهدیدی برای سلطه و خلوص «ایمان واحد حقیقی» تلقی می‌شد و آنها آن را حق خود می‌دیدند که از آن به هر وسیله ای که در اختیار دارند دفاع کنند. این امر منجر به آزار و اذیت پاگان‌ها در اواخر امپراتوری روم توسط مقامات مسیحی و مردم پس از نهاد آن به عنوان دین دولتی شد.

#### بررسی اجمالی
رومی‌ها به‌طور کلی فرقه‌های مذهبی را تحمل می‌کردند، اما استثناهایی هم وجود داشت. جمعیتی که دیونیسوس، خدای یونانی مرتبط با شراب و مستی را جشن (باکانالیا) می‌گرفتند، چنان غیرقابل کنترل و یاغی شدند که روم برای مدتی این فرقه را سرکوب کرد.‏ نقاشی‌های دیواری در «ویلای اسرار» پمپئی (نابودی در ۷۹ پس از میلاد) احتمالاً معرف فرقه باکانالیا هستند که ۱۰۰ سال قبل از نابودی پمپئی به زور تحت کنترل مستقیم مقامات مدنی و مذهبی روم قرار گرفتند.
روم وسعت خود را با زور به دست آورد اما برای کنترل چنین امپراتوری وسیعی، نیاز به جلب همکاری مردم تابع خود داشت و این کار را به روش‌های گوناگون انجام می‌داد. روم به جای مجازات مردم کشورهای تسخیر شده، اغلب با آنها به عنوان متحد رفتار می‌کرد و آنها را تشویق می‌کرد تا در شکوه و ثروتمند ساختن امپراتوری شرکت کنند. دین رومی شامل بسیاری از خدایان اصلی و فرعی بود که در فوق آنها خدای آسمان، ژوپیتر قرار داشت. در باور رومیان، نوعی قرارداد بین مردم و خدایانشان وجود داشت به این معنی که در ازای انجام مراسم مذهبی، خدایان، آنچه مورد نیاز زندگی رومیان بود، سعادت، سلامتی و موفقیت نظامی را تضمین می‌کردند. مانند رومیان، تقریباً همه مردمان تسخیر شده نیز چندخداپرست بودند. آنها خدایان خود را می‌پرستیدند و فکر می‌کردند این خدایان از آنها محافظت می‌کنند. از آنجایی که آنها معتقد بودند که مردمان دیگر نیز خدایان خود را دارند، شرکت در جشنواره‌های بزرگداشت خدایان رومی را نسبتاً آسان می‌یافتند و موضوع صرفاً احترام به رومیان بود. با گذشت زمان، خدایان مردمان دیگر در میان رومیان محبوبیت زیادی پیدا کردند. رومی‌ها در واقع خدایان یونان را با خدایان خود یکی می‌دانستند. برای مثال، ژوپیتر و زئوس به عنوان یک خدا در نظر گرفته می‌شدند. آنها معتقد بودند که این خدایان در تأسیس تمدن روم نقش داشته‌اند و اینکه آنها به شکل‌گیری رویدادهای زندگی مردم به صورت روزانه کمک می‌کنند. هر شرایط مساعد یا نامطلوب در زندگی را رومیان به خلق و خوی خدایان معین نسبت می‌دادند، بنابراین مردم نیز برای شکرگزاری یا تلاش برای آرام کردن خلق و خوی خدایان، به آنها هدایایی اهدا می‌کردند. برخلاف بسیاری از سنت‌های مذهبی یا مذهبی یکتاپرستی، خدایان رومی توجه کمی به اخلاق مردم روم داشتند. در عوض، دغدغه اصلی آنها ادای احترام به خدایان از طریق مناسک بسیار خاص بود. سیاست آنها به‌طور کلی این بود که خدایان و فرقه‌های مردمان دیگر را جذب کنند نه اینکه برای ریشه‌کن کردن آن تلاش کنند، جان تی. کخ خاطرنشان می‌کند: «این ذهنیت در هسته نبوغ یکسان‌سازی فرهنگی قرار داشت که امپراتوری روم را ممکن کرد» یکی از راه‌هایی که روم مردمان گوناگون را در درون امپراتوری خود جای دادند، حمایت از میراث مذهبی آنها و ساختن معابد برای خدایان محلی بود که الهیات آنها را در همان سلسله مراتب دین روم قرار می‌داد. در کتیبه‌های سراسر امپراتوری پرستش خدایان محلی و رومی در کنار یکدیگر، از جمله تقدیم‌هایی که رومی‌ها به خدایان محلی انجام داده‌اند، ثبت شده‌است.

## تحت پاگانیسم رومی

### تساهل و عدم مدارا مذهبی
امپراتوری روم به‌طور کلی با سایر ادیان در صورتیکه با مفاهیم رومی در مورد معنای دین مناسب یا تفسیر با استفاده از الگوهای یونانی در مورد خدایان مطابقت داشتند، مدارا می‌کرد. در غیر این صورت، رومیان مجموعه ای از آزار و اذیت توهین آمیز در مورد دین ناسازگار ایجاد می‌کردند.
در اوایل قرن سوم، دیوکاسیوس سیاست امپراتوری روم در قبال تساهل مذهبی را تشریح کرد:
شما نه تنها باید خدا را در همه جا و از هر جهت مطابق سنت‌های آبا و اجدادی ما پرستش کنید، بلکه دیگران را نیز مجبور به احترام به آن کنید. کسانی که سعی در تحریف دین ما با مناسک عجیب و غریب دارند، باید از آنها متنفر باشید و مجازات کنید، نه تنها به خاطر خدایان… بلکه به این دلیل که چنین افرادی با آوردن الوهیت‌های جدید، بسیاری از مردم را متقاعد می‌کنند که اعمال خارجی را اتخاذ کنند، که منجر به توطئه می‌شود. شورش‌ها و جناح‌هایی که کاملاً برای امپراتور نامناسب هستند.— Dio Cassius, Hist. Rom. LII.36.1–2

### ممنوعیت فرقه باکوس
در سال ۱۸۶ پس از میلاد، روم باستان، که به‌طور قابل توجهی بردبار بود، شروع به آزار و اذیت شدید پیروان کیش خدای دیونیسوس یا باکوس کرد. چنین چیزی قبلاً هرگز در روم باستان مشاهده نشده بود، و تا آغاز مسیحیت دوباره اتفاق نیفتاد. باکوس یک خدای رومی بود که عمدتاً با شراب، کشاورزی و باروری مرتبط بود. او همچنین حامی هنر و محافظ تئاتر بود. جشنواره‌های او، باکانالیا، به‌طور گسترده‌ای جشن گرفته می‌شد و غالباً شامل عیاشی‌های وحشیانه و هیجان‌انگیز بود. لیوی آیین باکوس را طاعونی می‌دانست که از جهان اتروسک سرایت کرده بود و رومی‌ها آن را منحط می‌دانستند. هنگامی که جامعه رومی شاهد گسترش فرقه باکوس شد، منجر به واکنش در مورد مسائل اخلاقی شد. اتروسک‌ها که از قبل از تأسیس رم در ایتالیا ساکن بودند و از همان ابتدا تجارت گسترده‌ای با یونان داشتند، بعدها به یکی از اولین منابع یونانی شدن در روم تبدیل شدند. این حتی قبل از رویارویی رومی‌ها با ایتالیای جنوبی یونان بود، که پس از آن به اصلاح فرهنگ و ذائقه رومی منجر شد، زیرا فرهنگ یونانی بسیار برتر تلقی می‌شد. با این حال، آیین باکوس در واقع همیشه بسیار محبوب بوده‌است، و گسترش آن در واقع تفاوت چندانی با گسترش سایر ادیان که در اصل یونانی، رومی شده بودند، نداشت. اتروسک‌ها در واقع در گسترش این فرقه مقصر نبودند. مذهب در روم اشرافی یک امر بسیار سازمان یافته سیاسی بود. کاهنان از خانواده‌های اشرافی رومی می‌آمدند و جشنواره‌ها یک امر دولتی بود که در طی آن کاهنان به ویژه برای انجام امور منصوب می‌شدند؛ بنابراین، فرقه‌های خاصی که بدون کنترل از دولت-شهرهای دموکراتیک در یونان گسترش می‌یافتند، برای دین روم مناسب نبودند. به‌طور خاص، به نظر می‌رسد که فرقه باکوس زمانی مشکل ساز شد که توسط یک کاهن از شهر یونانی ناپل در شهر رم گسترش یافت. کاهن پاکولا آنیا این آیین را تغییر داده بود، از جمله مردانی که در آن حضور پیدا کردند. این کاملاً جدید بود، زیرا برای هزاران سال، مهمانی‌های مخفی «اسرار دیونیسوسی» فقط برای زنان برگزار می‌شد که باکا یا مائناد نامیده می‌شدند. آنها می‌توانستند در دیوانگی بنوشند و هر مردی که در حال جاسوسی دستگیر می‌شد احتمالاً کشته می‌شد. در حالی که باکوس همیشه در یونان جنوبی ایتالیا محبوب بود حتی پس از فتح، گسترش به رم به خودی یک مشکل سیاسی تبدیل شد زمانی که رومی‌های ثروتمند و مردمی شروع به شرکت و استفاده از آیین‌های باکانالیا برای توطئه مخفیانه کردند. این مراسم به صورت مخفیانه در جنگل انجام می‌شد و این آیین به صورت اسرار آمیزی سازماندهی می‌شد که فقط برای افرادی که عضو بودند آشکار می‌شد. فرقه جدید پاکولا آنیا، که با همراهی دو پسرش به وجود آمده بود، رسوایی را آغاز کرد که منجر به صدور فرمان شد. پس از مدتی، سناتورهایی که گرد هم آمده بودند، تصمیم گرفتند با صدور فرمانی، تکثیر زیارتگاه‌های وقف شده به خدا را محدود کنند. آنها تمام اقدامات لازم را برای از بین بردن این فرقه و پیروان آن برای همیشه انجام دادند. به نظر می‌رسد که سرکوب آنقدر خشونت‌آمیز بود که فرقه فقط در جنوب ایتالیا زنده ماند.
لیوی در مورد این سرکوب می‌نویسد:
و جنایات بسیار زیاد بود، خشونت آنها بدون هیچ تمایزی به مردان و زنان آزاد ضربه زد و شاهدان دروغین، جعل مهرها، وصیت‌نامه‌ها و برهان‌ها از درون آنان بیرون می‌آمد و آنقدر مخفی بودند که حتی گاهی اجسادی برای دفن وجود نداشت. با بدخواهی می‌توان کارهای زیادی انجام داد، با خشونت می‌توان کارهای بیشتری انجام داد.

#### باکانالیا
در سال ۱۸۶ قبل از میلاد، سنای روم فرمانی صادر کرد که به شدت مراسم باکانالیا، را که به افتخار دیونیسوس (خدای شراب) برگزار می‌شد، محدود کرد. تیتوس لیویوس گزارش می‌دهد که این آزار و اذیت به این دلیل بود که «هیچ چیز شریرانه، هیچ چیز شرم‌آوری وجود نداشت که در میان آنها انجام نشده باشد» در لیوی از پیدایش روم (۳۸٫۹–۱۸)، از جمله این توصیف دیده می‌شود:
بر روی یک لوح برنزی که در سال ۱۶۴۰ در تیریولو، ایتالیا یافت شد، فرمان رومی چنین می‌گوید:
هیچ‌کدام از آنها به داشتن زیارتگاه باکوس فکر نکنند… هیچ‌کس، چه شهروند رومی، چه متحد لاتین یا متحد دیگر، فکرش را نداشته باشد که به جلسه باکانالیا برود… چه کاهن باشد هیچ‌کس، چه مرد و چه زن نباید استاد شود. اجازه ندهید هیچ‌یک از آنها فکری برای حفظ یک حوزهٔ مشترک داشته باشند. کسی نباید که مرد یا زنی را ازدواج رسمی یا موقت کند. از این پس هیچ‌کس به توطئه، تبانی، نقشه کشیدن یا عهد مشترک بین آنها و خود یا تعهد به وفاداری به یکدیگر علاقه نداشته باشد.

در صورت تخطی از احکام ذکر شده، مجازات سرمایه ای بر آنها وارد می‌شود. – فرمان مجلس سنا در مورد آداب باخوس.

### دروئیدها
دروئیدها که طبقه تحصیل‌کرده و پیشه‌ور در میان اقوام سلت‌ها (قدیم‌ترین محل اسکان امروزه از اتریش به دست آمده‌است) بودند و اساساً غیر رومی تلقی می‌شدند: نسخه ای از آگوستوس شهروندان رومی را از انجام مناسک «درودیکال» منع می‌کرد. پلینیوس گزارش می‌دهد که تحت حاکمیت دومین امپراتور روم، تیبریوس (۴۲ پیش از میلاد – ۳۷ پس از میلاد)، دروئیدها با حکم مجلس سنای روم سرکوب شدند. و امپراتور کلودیوس در سال ۵۴ بعد از میلاد مناسک آنها را به‌طور کامل ممنوع کردند. ادعا شده بود که دروئیدها قربانی‌کردن انسان را انجام می‌دادند، عملی که برای رومیان منفور بود.
پلینیوس (۲۳–۷۹ پس از میلاد) نوشته‌است: این فراتر از محاسبه است که بدهی به رومیان چقدر بزرگ است، که آداب هیولایی را از بین بردند، که در آن کشتن یک مرد بالاترین وظیفه شرعی و دینی بود و یک انسان برای گذرنامه سلامتی خورده می‌شد.
ژولیوس سزار نوشته‌است: «در مواقع خطر، سلت‌ها معتقد بودند که تا زمانی که جان یک انسان تقدیم نشود، ذهن خدایان جاودانه به آنها علاقه‌مند نخواهد شد.»

### یهودیت
تیبریوس در سال ۱۹ میلادی یهودیت را در روم ممنوع کرد و کلودیوس در زمانی بین ژانویه ۵۱ و اوت ۵۲ پس از میلاد آنها را از شهر بیرون کرد. با این حال، بخشی از سوئتونیوس مبهم است: «از آنجا که یهودیان در روم به تحریک کرستوس آشوب‌های مداوم ایجاد کردند، او [کلودیوس] آنها را از شهر بیرون کرد».
دوره کالیگولا (۳۷–۴۱) به عنوان «اولین گسست بازبین روم و یهودیان» پیشنهاد شده‌است، اما مشکلات قبلاً در طول سرشماری کویرینیوس در سال ۶ پس از میلاد و در زمان سیجانوس (قبل از ۳۱) آشکار بود.
پس از یک سلسله جنگ‌های یهود و روم (۶۶–۱۳۵)، امپراتور هادریان نام یهودیه (استان روم) را به سوریه فلسطین و  اورشلیم را به آیلیا کاپیتولینا در تلاشی برای پاک کردن پیوندهای تاریخی قوم یهود با منطقه تغییر داد. در سال ۱۳۲ دستور هادریان برای ممنوعیت ختنه (بعداً لغو شد، اما فقط برای یهودیان)، قیام بسیار جدی تری را در یهودیان به نام شورش بارکوخبا به رهبری سیمون بار کوخبا برانگیخت، پس از سال ۱۳۵ یهودیان از رفتن به آیلیا کاپیتولینا (نام رومی شهری بر روی ویرانه‌های اورشلیم که در سال ۷۰ ویران شده بود) به جز یک روز عزاداری به نام تیشا بئاو محروم شدند.

### مانوی
اولین واکنش رسمی و قانونگذاری علیه آیین مانوی از سوی دولت روم تحت دیوکلتیان صورت گرفت. دیوکلتیان در یک فرمان رسمی به نام «دربارهٔ نفرین و مانوی» (۳۰۲) در «مجموعه قوانین موزاییک و رومی» گردآوری شده و خطاب به معاون آفریقایی روم نوشته شده‌است.
ما شنیده‌ایم که مانویان [...] فرقه‌های جدید و ناشناخته‌ای را در مخالفت با عقاید قدیمی‌تر به وجود آورده‌اند تا بتوانند آموزه‌هایی را که در گذشته با عنایت الهی به ما تضمین شده بود، به نفع خود بیرون کنند. دکترین فاسد خود آنها اخیراً مانند هیولاهای جدید و غیرمنتظره در میان نژاد پارسیان - ملتی که هنوز با ما دشمنی می‌کند - و راه خود را به امپراتوری ما باز کرده‌اند، جایی که آنها مرتکب خشم‌های زیادی شده‌اند، آرامش مردم ما را برهم می‌زنند و حتی آسیب‌های جدی به جوامع مدنی وارد می‌کنند. ما دلیلی داریم که بترسیم که با گذشت زمان، همان‌طور که معمولاً اتفاق می‌افتد، کوشش کنند تا با آداب و رسوم لعنت‌آمیز و قوانین نادرست ایرانیان، طبیعت متواضع و آرام یک طبیعت بی‌گناه را مانند سم بدخیم (مار) آلوده کنند. .. دستور می‌دهیم نویسندگان و رهبران این فرقه‌ها را به مجازات سختی برسانند و همراه با نوشته‌های ناپسندشان در شعله‌های آتش بسوزانند. ما به پیروان آنها دستور می‌دهیم که اگر به سرکشی ادامه دهند، مجازات اعدام خواهند شد و اموال آنها به خزانه امپراتوری سپرده می‌شود. و اگر کسانی که تا آن زمان ناشنیده، رسوا و کاملاً بدنام، یا به آیین پارسی‌ها رفته‌اند، افرادی باشند که دارای مناصب دولتی هستند، یا از هر رتبه یا موقعیت اجتماعی برتری برخوردارند، به آن رسیدگی خواهید کرد. که املاک آنها مصادره شده و متخلفان به (معادن) در فاینو یا معادن در پروکونسوس (شهر) فرستاده می‌شوند. و برای این که این بلای گناه از این خوشبخت‌ترین عصر ما به کلی از بین برود، در اجرای دستورهای ما فداکاری کنید.

### مسیحیت

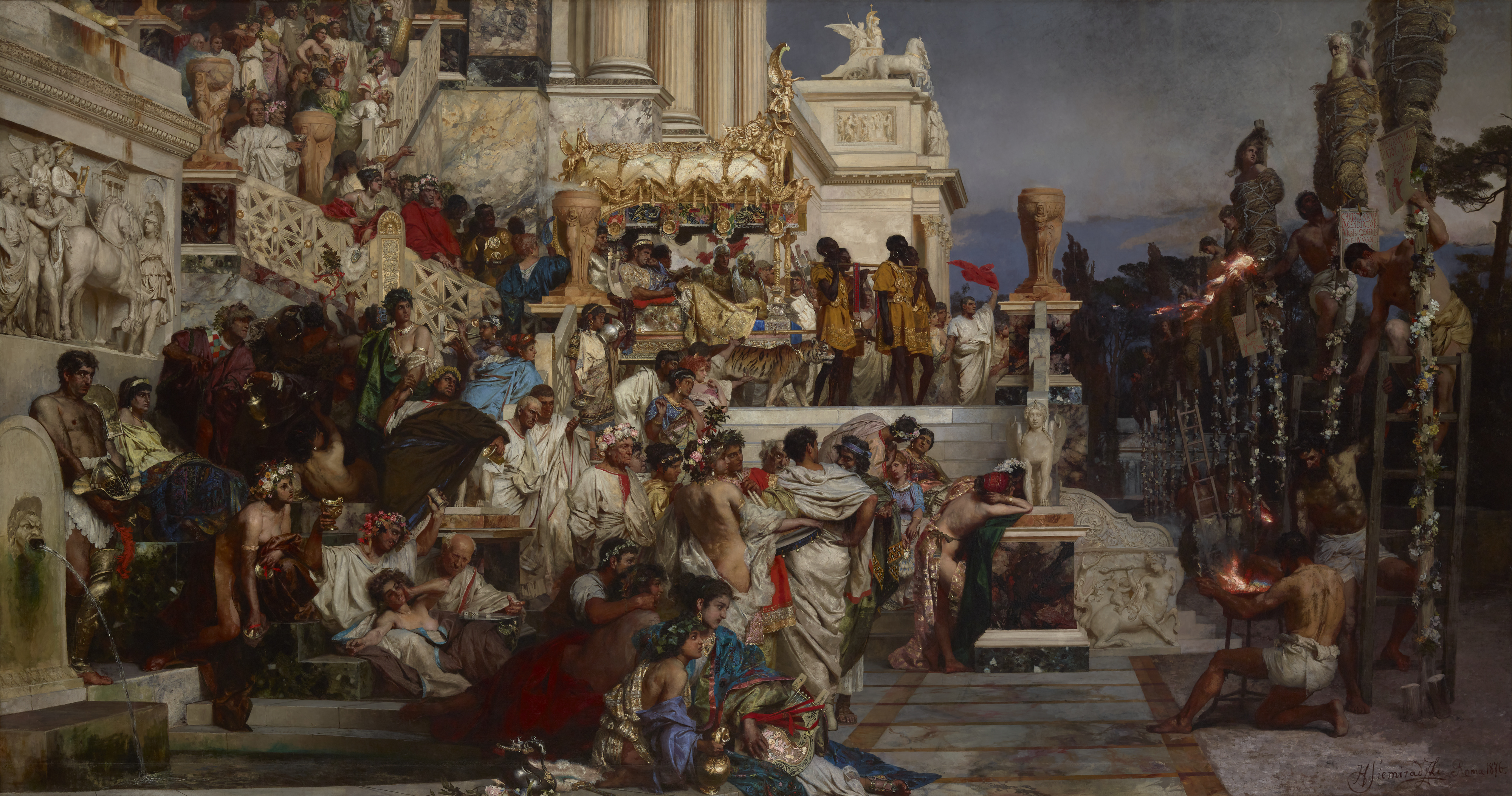
مشعل‌های نرون، توسط هنریک شمیراتسکی (۱۸۷۶). به گفته تاسیتوس، نرون از مسیحیان به عنوان مشعل انسان استفاده می‌کرد

به گفته جیکوب نیسنر، تنها دینی در دوران باستان که دائماً غیرقانونی و مورد آزار و اذیت سیستماتیک بود یهودیت نبود، بلکه مسیحیت بود.
سوئتونیوس به‌طور گذرا ذکر می‌کند که «[در زمان نرون] مجازات‌هایی نیز بر مسیحیان اعمال می‌شد، فرقه ای که اعتقاد مذهبی جدید و شیطنت آمیزی داشتند» اما او توضیح نمی‌دهد که آنها چه مجازاتی داشتند.
تاسیتوس (تاریخ‌نگار) گزارش می‌دهد که پس از آتش‌سوزی بزرگ رم در سال ۶۴، برخی از مردم نرون را مسئول دانستند نرون برای سرزنش کردن، مسیحیان را هدف قرار داد و سرزنش کرد
رومیان به تلفیق‌گرایی تمایل داشتند و خدایان یکسانی را با نام‌های مختلف در نقاط مختلف امپراتوری می‌دیدند. به همین دلیل، آنها عموماً نسبت به خدایان جدید و تجربیات دینی مردمان دیگر که بخشی از امپراتوری وسیع‌تر آنها را تشکیل می‌دادند بردبار و سازگار بودند. این تساهل عمومی نه به مذاهبی که با دولت دشمن بودند و نه به مذاهبی که ادعای حقوق انحصاری بر اعتقادات و اعمال مذهبی داشتند، تعمیم داده نشد. ایمان انحصاری یهودیان و مسیحیان در ذات خود آنها را از سایر مردم متمایز می‌کرد، اما در حالی که گروه یهودیان عمدتاً در یک گروه ملی و قومی واحد قرار داشت، مسیحیان در جذب نوکیش فعال و موفق بودند. دین جدید و ادعای جهانی بودن مسیحیت را به یک منطقه جغرافیایی محدود نمی‌کرد.
متن مازورتی، که اولین نسخه باقی مانده از آن به قرن نهم پس از میلاد برمی گردد، تعلیم می‌دهد که «خدایان غیریهودیان هیچ هستند»، قطعه متناظر در یونانی هفتادگانی که توسط مسیحیان اولیه استفاده می‌شد. چرچ، اظهار داشت که «همه خدایان پاگان‌ها شیطان هستند.» همان خدایان که رومیان معتقد بودند از شهر و امپراتوری گسترده‌تر آن محافظت کرده و برکت داده‌اند. در طول قرون متمادی که آنها را می‌پرستیدند اکنون شیطان‌سازی توسط کلیسای مسیحی اولیه شده بودند.
رومی‌ها از یکپارچگی آیین‌های مذهبی توسط جوامع تحت حکومت خود محافظت می‌کردند، و احترام به سنت‌های اجدادی را ذاتاً صحیح می‌دانستند. به همین دلیل، رومیان برای مدت طولانی فرقه بسیار انحصاری یهود را تحمل کردند، حتی اگر برخی از رومیان آن را تحقیر می‌کردند. در مورد جامعه مسیحی اولیه که گاه به عنوان تأثیری جدید و ذاتاً بی‌ثبات‌کننده، تهدیدی برای صلح رم، و مذهب مجاز تصور می‌شد، اینطور نبود. مشرکانی که بدبختی‌های روم و امپراتوری گسترده‌تر آن را به ظهور مسیحیت نسبت می‌دادند و تنها با بازگشت به روش‌های قدیمی می‌توانستند شاهد بازسازی باشند، با کلیسای مسیحی مواجه شدند که خود را از آن ایمان جدا کرده بود و حاضر نبود دین «یکتاپرستی را کمرنگ کند».
پس از درگیری‌های اولیه بین دولت و مذهب نوظهور جدید که طی آن مسیحیان اولیه به‌طور دوره ای مورد آزار و اذیت شدید قرار می‌گرفتند، گالینوس فرمان مدارا را در سال ۲۵۹ برای همه اعتقادات دینی از جمله مسیحیت صادر کرد که تأییدی دوباره بر سیاست مسیحیت الکساندر سوروس بود.

## تحت مسیحیت
مسیحیت در بیشتر دوران اروپای دوران باستان، دین اقلیت در امپراتوری روم بود و مسیحیت اولیه تحت آزار و اذیت مسیحیان در امپراتوری روم قرار داشت. هنگامی که در جریان کنستانتین بزرگ و مسیحیت، به دین غالب امپراتوری روم تبدیل شد. تحت فرمانروایی کنستانتین یکم، بدعت گذاران دینی تحت تعقیب قرار می‌گرفتند. اواخر قرن چهارم آغاز آزار و اذیت پاگان‌ها در اواخر امپراتوری روم بود. از نظر بسیاری از مورخان، تغییر کنستانتینی مسیحیت را از دین آزار دیده به دینی تبدیل کردند که قادر به آزار و اذیت و گاه مشتاق آزار و اذیت بود.
اولین آزار در اواخر سلطنت کنستانتین بزرگ شروع شد، زمانی که او دستور غارت و تخریب برخی معابد پاگان‌ها را صادر کرد. اولین قوانین ضد پاگانیسم توسط دولت مسیحی با پسر کنستانتین، کنستانتیوس دوم، که از مخالفان تزلزل ناپذیر پاگانیسم بود، آغاز شد. او دستور داد که همه معابد پاگان‌ها را ببندند، قربانی‌های پاگان‌ها را ممنوع کردند، و محراب سنتی پیروزی را از مجلس سنا حذف کردند. در دوران حکومت او، مسیحیان شروع به تخریب بسیاری از معابد، مقبره‌ها و بناهای تاریخی پاگان‌ها کردند.
از سال ۳۶۱ تا ۳۷۵، پاگان‌ها نسبتاً تحمل می‌شدند، تا اینکه سه امپراتور، گراتیان، والنتینین دوم و تئودوسیوس یکم، تحت نفوذ عمده اسقف میلان سنت امبروس، دوباره آزار و اذیت را تشدید کردند. تحت فشار آمبروز، تئودوسیوس یکم در سال ۳۹۱ «فرمان تئودوسی»، اعلامیه جنگ علیه پاگان‌ها را صادر کرد، محراب پیروزی دوباره توسط گراتیان برداشته شد، باکره‌های وستال منحل شد، دسترسی به معابد پاگان‌ها ممنوع شد.
در ۲۷ فوریه ۳۸۰، همراه با گراتیان و والنتینیان دوم، امپراتور روم تئودئوس یکم فرمان به اصطلاح فرمان تسالونیکی را صادر کرد که در مجموعه قوانین تئودوسیوس xvi.1.2 ثبت شده‌است. بر طبق این قوانین تثلیث مسیحیت نیقیه تنها دین مشروع امپراتوری و تنها دینی است که حق دارد خود را کاتولیک بخواند و مسیحیان فرقه‌های دیگر را «دیوانه‌های احمق» توصیف کرد او همچنین به حمایت رسمی دولت از مذاهب و آداب و رسوم سنتی چندخداپرستان پایان داد.
«مجموعه قوانین تئودوسیوس» (Eng. Theodosian Code) تلفیقی از قانون روم امپراتوری روم تحت فرمانروایی مسیحی از سال ۳۱۲ بود. یک کمیسیون. توسط تئودئوس دوم و حکومت چهارسالاری والنتینیان سوم در ۲۶ مارس ۴۲۹ تصویب شد.و تدوین آن توسط قانون اساسی ۱۵ فوریه ۴۳۸ منتشر شد. در ۱ ژانویه ۴۳۹ در بخش‌های شرقی و غربی امپراتوری لازم الاجرا شد.
 اراده ما این است که همه مردمی که تحت حکومت رحمت ما اداره می‌شوند، آیینی را که پطرس رسول الهی به رومیان منتقل کرده‌است، انجام دهند… بقیه که ما آنها را مجنون و دیوانه می‌دانیم، بدنامی جزم‌های بدعت‌گذار را حفظ خواهند کرد، مکان‌های اجتماع آنها نام کلیساها را نخواهند گرفت، و اولاً با انتقام الهی و ثانیاً با مجازات ابتکاری خود ما شکست خواهند خورد. (Codex Theodosianus XVI 1.2.).